# Bicho de Pé (banda)
Bicho de Pé é uma banda formada em 1998 na cidade de São Paulo que compõe e toca música regional brasileira, com ênfase nos ritmos dançantes do Norte e Nordeste, como xote, baião, samba, forró, xaxado, maracatu, carimbó e arrasta-pé.
Já gravou e tocou com grandes nomes da MPB como Dominguinhos, Elba Ramalho, Chico César, Ivete Sangalo, Fagner, Zeca Baleiro, Rita Benneditto, Maria Gadú, Daniela Mercury, Geraldo Azevedo, Toni Garrido e Luiza Possi.
Já divulgaram seu trabalho em mais de 15 países, em nove turnês internacionais.

## Carreira
Seu primeiro álbum em 2001, Com o Pé nas Nuvens, vendeu mais de 200 mil cópias e lançou a música “Nosso Xote”, que alcançou o 3.º lugar nas rádios do Brasil.
No ano de 2014, participaram do programa Superstar, exibido pela TV Globo.
Em 2017, a ex-participante do programa The Voice Brasil Carla Casarim assume como a nova vocalista do grupo.

## Integrantes

### Formação atual
- Carla Casarim (voz)
- Daniel Teixeira (contrabaixo e produção)
- Chica Brother (zabumbatera)
- Clayton Gama (acordeon)
- Blec Paulo (percussão)
- Luiz Cláudio (guitarra)

### Ex-Integrantes
- Janaína Pereira (voz)
- Potiguara Menezes (guitarra e cavaco)
- Renato Chica (percussão)

## Discografia
- Com o Pé nas Nuvens (2001)[8]
- Que Seja (2008)
- Bicho de Pé - 10 Anos (DVD) (2009)
- A Vida Vai (2012)
- Olhando Pra Lua - Tributo a Luiz Gonzaga (2013)